# 1956 Artek
1956 Artek (1969 TX1) là một tiểu hành tinh nằm phía ngoài của vành đai chính được phát hiện ngày 8 tháng 10 năm 1969 bởi Chernykh, L. ở Nauchnyj.